# Bronsveen (plaats)
Bronsveen is een gehucht in de gemeente Pekela in de provincie Groningen. Het ligt ten oosten van Oude Pekela op de grens met de gemeente Westerwolde.
De naam Bronsveen komt waarschijnlijk van de familienaam Brons. De inwoners van het gehucht hebben in het Gronings de bijnaam Brommelboeren. Brommel is het Groningse woord voor braam.